# Omphax bacoti
Omphax bacoti là một loài bướm đêm trong họ Geometridae.